# Кубок Греції з футболу 2001—2002
Кубок Греції з футболу 2001—2002 — 60-й розіграш кубкового футбольного турніру в Греції. Титул здобув АЕК.

## Календар
| Раунд        | Дата                           | Матчі | Клуби   |
| ------------ | ------------------------------ | ----- | ------- |
| Перший раунд |                                | 132   | 44 → 22 |
| Другий раунд |                                | 12    | 22 → 16 |
| 1/8 фіналу   | 19 грудня 2001 - 23 січня 2002 | 16    | 16 → 8  |
| 1/4 фіналу   | 30-31 січня/6-7 лютого 2002    | 8     | 8 → 4   |
| 1/2 фіналу   | 13 березня/10 квітня 2002      | 4     | 4 → 2   |
| Фінал        | 27 квітня 2002                 | 1     | 2 → 1   |

## Другий раунд
| Команда 1               | Заг. | Команда 2         | 1-й матч | 2-й матч |
| ----------------------- | ---- | ----------------- | -------- | -------- |
| Егалео                  | 3:2  | Паніоніос         | 0:1      | 3:1      |
| АЕК                     | 4:0  | Айос-Ніколаос (2) | 3:0      | 1:0      |
| Аполлон (Каламарія) (2) | 1:3  | Халкідона (2)     | 1:1      | 0:2      |
| Проодефтікі (2)         | 2:1  | Керкіра (3)       | 1:0      | 1:1      |
| Панеяліос (2)           | 1:2  | Кілкісіакос (3)   | 1:1      | 0:1      |
| Іонікос                 | 4:2  | Фостірас (3)      | 3:1      | 1:1      |

## 1/8 фіналу
| Команда 1                    | Заг.    | Команда 2       | 1-й матч | 2-й матч |
| ---------------------------- | ------- | --------------- | -------- | -------- |
| 19 грудня 2001/15 січня 2002 |         |                 |          |          |
| Халкідона (2)                | 0:4     | ПАОК            | 0:3      | 0:1      |
| 19 грудня 2001/16 січня 2002 |         |                 |          |          |
| Олімпіакос (Пірей)           | 8:1     | Егалео          | 5:1      | 3:0      |
| 20 грудня 2001/16 січня 2002 |         |                 |          |          |
| Іонікос                      | 0:1     | Шкода Ксанті    | 0:0      | 0:1      |
| 20 грудня 2001/17 січня 2002 |         |                 |          |          |
| Каллітея (2)                 | 3:1     | ОФІ             | 2:1      | 1:0      |
| 21 грудня 2001/17 січня 2002 |         |                 |          |          |
| Етнікос Астерас              | 4:2     | Проодефтікі (2) | 4:0      | 0:2      |
| 9/16 січня 2002              |         |                 |          |          |
| Аріс (Салоніки)              | 2:1     | Панахаїкі       | 0:0      | 2:1 дч   |
| 9/17 січня 2002              |         |                 |          |          |
| Кілкісіакос (3)              | 0:7     | АЕК             | 0:1      | 0:6      |
| 16/23 січня 2002             |         |                 |          |          |
| Іракліс                      | 2:2 (ч) | Панатінаїкос    | 1:0      | 1:2      |

## 1/4 фіналу
| Команда 1              | Заг.    | Команда 2       | 1-й матч | 2-й матч |
| ---------------------- | ------- | --------------- | -------- | -------- |
| 30 січня/6 лютого 2002 |         |                 |          |          |
| АЕК                    | 6:1     | ПАОК            | 2:1      | 4:0      |
| Шкода Ксанті           | 2:2 (ч) | Аріс (Салоніки) | 0:1      | 2:1      |
| 30 січня/7 лютого 2002 |         |                 |          |          |
| Олімпіакос (Пірей)     | 7:0     | Каллітея (2)    | 3:0      | 4:0      |
| Етнікос Астерас        | 1:3     | Іракліс         | 1:1      | 0:3      |

## 1/2 фіналу
| Команда 1          | Заг. | Команда 2 | 1-й матч | 2-й матч |
| ------------------ | ---- | --------- | -------- | -------- |
| 9/23 квітня 2003   |      |           |          |          |
| Шкода Ксанті       | 0:1  | АЕК       | 0:0      | 0:1 дч   |
| Олімпіакос (Пірей) | 6:2  | Іракліс   | 3:2      | 3:0      |

## Фінал
| 27 квітня 2002 |

| АЕК                         | 2:1      | Олімпіакос (Пірей) |
| --------------------------- | -------- | ------------------ |
| Константінідіс 52' Івич 82' | Протокол | Джованні 70'       |

| «Олімпійський стадіон», Марусі Глядачів: 45 258 Арбітр: Танасіс Бріакос |